# Enolmis seeboldiella
Enolmis seeboldiella is een vlinder uit de familie dikkopmotten (Scythrididae). De wetenschappelijke naam is voor het eerst geldig gepubliceerd in 1951 door Agenjo.
De soort komt voor in Europa.